# Knud Brockenhuus-Schack (1885-1949)
 Der er flere personer med dette navn, se Knud Brockenhuus-Schack.
Knud Henrik Otto greve Brockenhuus-Schack (født 4. oktober 1885 på Spanager, død 26. september 1949) var en dansk godsejer og hofjægermester, bror til Frederik Brockenhuus-Schack.
Han var søn af kammerherre, hofjægermester, greve Adolph Brockenhuus-Schack og Agnes f. Basse Fønss, blev student fra Østersøgades Gymnasium 1904, tog året efter filosofikum og studerede ved Oxford University 1908-1911. Fra 1913 ejede han Barritskov og desuden Store Hjøllund-Bredlund plantager.
Gift 12. august 1919 med Bettina f. Kauffmann, datter af kammerherre Aage Kaufmann og hustru Mathilde f. von Bernus.